# Shenzhou 18
Shenzhou 18 (chinesisch 神舟十七號 / 神舟十七号, Pinyin Shénzhōu Shíqī Hào) ist eine Mission des Büros für bemannte Raumfahrt zur Chinesischen Raumstation. Der Start der dreiköpfigen Besatzung mit einer Trägerrakete vom Typ "Langer Marsch 2F" erfolgte am 25. April 2024 um 12:59. An Bord befanden sich Kommandant Ye Guangfu, der bereits 2021 an der Shenzhou13-Mission teilgenommen hatte, sowie Li Cong und Li Guangsu. Unter anderem waren Versuche mit Fischen und anderen Lebewesen geplant, um mehr über das Leben von Tieren im Weltall zu erfahren. Am 4. November 2024 kehrten die Taikonauten nach 192 Tagen im All wohlbehalten zurück und landeten in der Wüste Gobi.